# Маргарита Брабантская (королева Германии)
Маргарита Брабантская (англ. Margaret of Brabant; 4 октября 1276[…] — 14 декабря 1311, Генуя) — дочь герцога Брабанта Жана I и Маргариты Фландрской. Германская королева, жена Генриха VII, императора Священной Римской империи.

## Биография

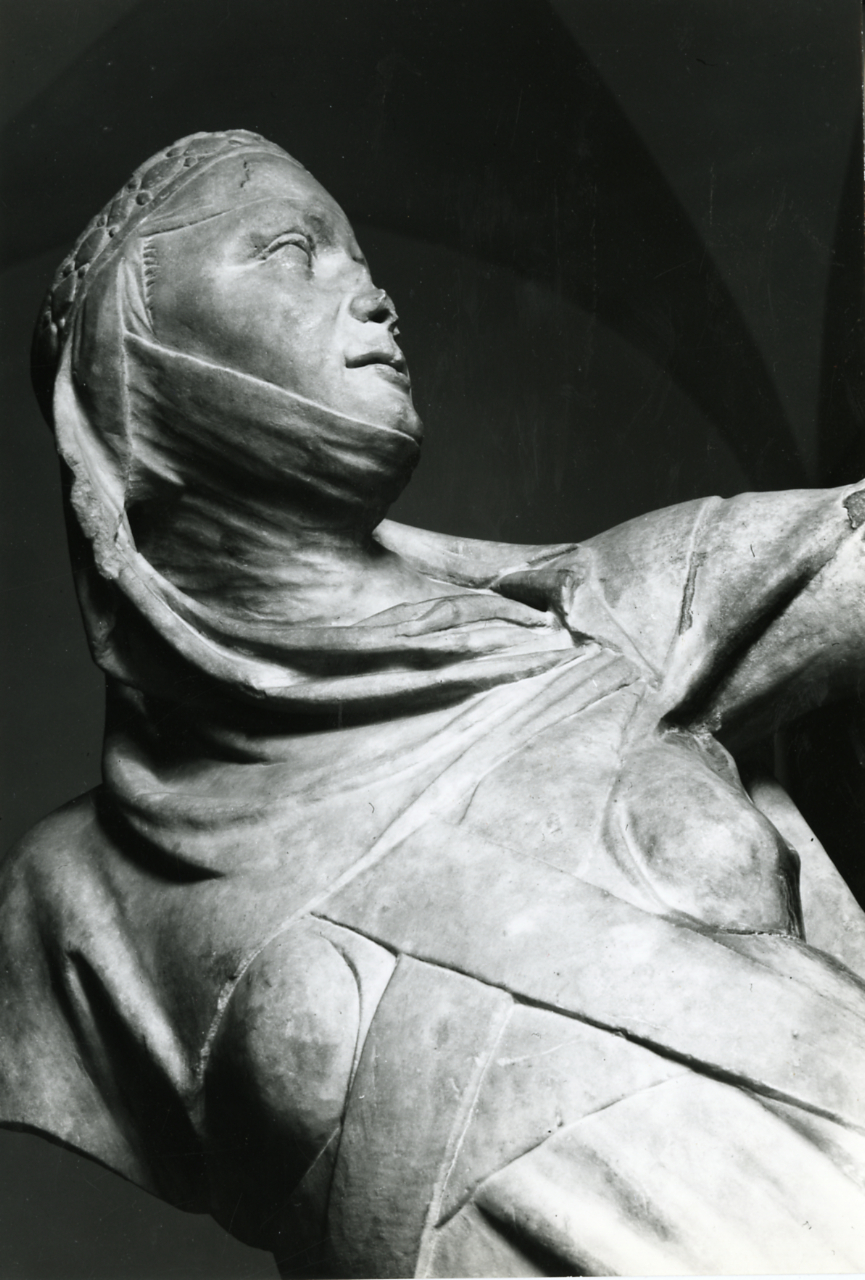
Памятник Маргарите Elevatio animae работы Джованни Пизано (1313—1314).

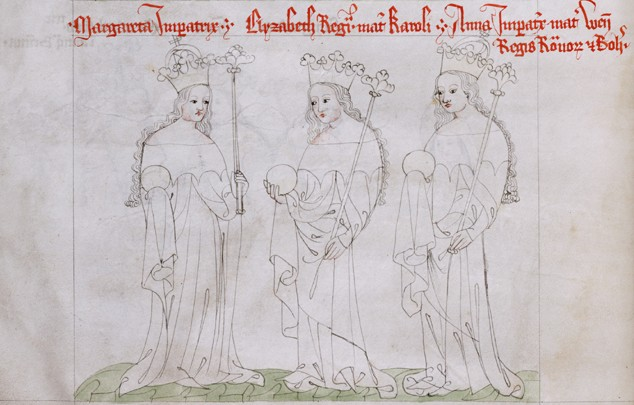
Маргарита (слева) с невесткой Элишкой (по центру) и женой внука Анной (справа)

### Брак
Маргарита вышла замуж за Генриха 9 июля 1292 года. Брак был устроен с целью урегулировать давний спор с герцогом Брабанта относительно герцогства Лимбург; герцог отказался от своих притязаний на Лимбург, когда состоялась свадьба Маргариты. Брак оказался счастливым. Она стала королевой-консортом Германии в 1308 году, когда её муж был коронован королём Германии. 

### Дети
У супругов было трое детей:
- - Иоанн (1296—1346) — король Чехии (с 31 августа 1310 года) и титулярный король Польши (с 1310 года)[7]
  - Мария (1304—1324) — супруга короля Франции Карла IV Красивого (с 21 сентября 1322 года)[7]
  - Беатриса (1305—1319) — супруга короля Венгрии Карла Роберта (с 24 июня 1318 года)[7]

### Смерть
Маргарита сопровождала своего мужа в его итальянской кампании, заболела во время осады Брешиа и умерла через несколько месяцев в Генуе, где и была похоронена в церкви Сан-Франческо ди Кастеллетто. Её смерть была записана в Gesta Baldewini Luczenburch в декабре 1311 года. Император заказал у знаменитого скульптора Джованни Пизано её памятник в 1313 году (он частично сохранился музее Генуи на палаццо Спинола).